# Episodi di South Park (prima stagione)
La prima stagione di South Park, composta da 13 episodi, è stata trasmessa negli Stati Uniti, da Comedy Central, dal 13 agosto 1997 al 25 febbraio 1998.
L'edizione italiana è stata trasmessa dal 6 gennaio al 16 febbraio 2000 su Italia 1.
| nº | Titolo originale                | Titolo italiano                        | Prima TV USA      | Prima TV Italia  |
| -- | ------------------------------- | -------------------------------------- | ----------------- | ---------------- |
| 1  | Cartman Gets an Anal Probe      | Cartman si becca una sonda anale       | 13 agosto 1997    | 6 gennaio 2000   |
| 2  | Volcano                         | Spara alla lava                        | 20 agosto 1997    | 12 gennaio 2000  |
| 3  | Weight Gain 4000                | E se ingrasso... ciccia                | 27 agosto 1997    | 12 gennaio 2000  |
| 4  | Big Gay Al's Big Gay Boat Ride  | Gay è bello                            | 3 settembre 1997  | 19 gennaio 2000  |
| 5  | An Elephant Makes Love to a Pig | Un elefante fa l'amore con una maiala  | 10 settembre 1997 | 19 gennaio 2000  |
| 6  | Death                           | Una questione di morte o di morte      | 17 settembre 1997 | 26 gennaio 2000  |
| 7  | Pinkeye                         | Tutti zombie per Kenny                 | 29 ottobre 1997   | 26 gennaio 2000  |
| 8  | Starvin' Marvin                 | Donato l'allupato                      | 19 novembre 1997  | 2 febbraio 2000  |
| 9  | Mr. Hankey, the Christmas Poo   | Uno stronzo per amico                  | 17 dicembre 1997  | 6 gennaio 2000   |
| 10 | Damien                          | Niente colpi sotto l'aureola           | 4 febbraio 1998   | 2 febbraio 2000  |
| 11 | Tom's Rhinoplasty               | Tom il bello                           | 11 febbraio 1998  | 9 febbraio 2000  |
| 12 | Mecha-Streisand                 | Quel mostro di Barbra Streisand        | 18 febbraio 1998  | 9 febbraio 2000  |
| 13 | Cartman's Mom Is a Dirty Slut   | La mamma di Cartman se la fa con tutti | 25 febbraio 1998  | 16 febbraio 2000 |

## Cartman si becca una sonda anale
- Titolo originale: Cartman Gets an Anal Probe
- Diretto da: Trey Parker
- Scritto da: Trey Parker e Matt Stone

### Trama
Stan, Kyle, Cartman e Kenny stanno abitualmente aspettando il loro scuolabus alla fermata, quando Cartman racconta agli amici di una strano incubo avvenuto quella notte: degli extraterrestri lo hanno rapito quando era nella sua stanza e gli hanno infilato "qualcosa" nel sedere. Stan, Kyle, Kenny e Chef (il cuoco della scuola giunto in macchina fino alla loro fermata), cercano di convincerlo che non si è trattato di un sogno, poiché il cuoco afferma di aver visto una navicella spaziale volare nel cielo la notte stessa, ma il ragazzino obeso rifiuta di credere a loro.
In quel momento, in un'altra parte della cittadina, l'agente Barbrady, poliziotto ritardato di South Park, indaga su misteriose uccisioni di mucche, probabilmente opera degli alieni, che in quel momento sbucano da dietro ad un albero e conducono una mandria di mucche verso una stazione ferroviaria.
Lo scuolabus giunge, ma quando i ragazzi sono ormai in viaggio, Kyle vede dal finestrino che degli alieni (chiamati nell'episodio "Visitors") hanno rapito il suo fratellino Ike, che aveva seguito Kyle fino alla fermata; il ragazzino ebreo è disperato e giunto a scuola chiede al loro insegnante, il signor Garrison, di poter uscire per recuperare il fratello, ma gli viene negato il permesso e viene deriso da Cartman, che però in quel momento si lascia scappare un peto, accompagnato da un terribile dolore al sedere e delle fiamme che escono dal suo ano.
Durante la pausa pranzo i ragazzi parlano del problema all'amica Wendy, di cui Stan è innamorato e non può fare a meno di vomitarle addosso ogni volta che questa gli rivolge la parola; Wendy dà appuntamento ai ragazzi quel pomeriggio al lago.
Durante il percorso un fulmine proveniente da una navetta aliena colpisce Cartman facendolo ballare e cantare, proprio un attimo dopo che quest'ultimo ribadisse perentoriamente: Io non sono affatto sotto controllo!, mentre un secondo fulmine colpisce Kenny facendolo finire in mezzo alla strada e, dopo aver fortunatamente evitato la mandria di mucche in fuga, viene investito e ucciso dalla macchina dell'agente.
Giunti al lago, Stan e Kyle, su consiglio di Wendy, vanno a prendere Cartman a casa sua. Quella sera legano Eric ad un albero per utilizzare l'amico come "trasmittente umani-alieni"; le loro ipotesi si rivelano giuste quando dall'ano dell'amico esce una gigantesca antenna parabolica che chiama alcune navi aliene sulla Terra. Nel frattempo giunge sul luogo anche la mandria di mucche fuggita dal fienile, alla quale un gruppo di alieni parla (nel linguaggio delle mucche, incomprensibile agli umani) dicendo che dopo vari studi, sono arrivati alla conclusione che le mucche sono la razza più intelligente sulla Terra e alcune di loro sono state uccise per colpa di un alieno "nuovo del mestiere". I visitors salutano le mucche donandogli uno strano apparecchio, riconsegnando Ike al fratello maggiore e risucchiando Cartman all'interno della gigantesca astronave, per poi lasciare la Terra.
Il giorno dopo Stan e Kyle si trovano di nuovo alla fermata, quando Cartman precipita dal cielo con un occhio "scassato", che dice di aver sognato di trovarsi in un'astronave aliena e di essere stato picchiato da Mike Tyson, ma ovviamente viene contraddetto dagli amici, che gli fanno notare che Eric ha sul serio un occhio nero.
L'episodio termina con le mucche che attivano l'apparecchio datogli dagli alieni verso Barbrady, che si mette a ballare e a cantare come Cartman il giorno prima.
- Ascolti USA: telespettatori 980000 – rating/share 18-49 anni[4].

## Spara alla lava
- Titolo originale: Volcano
- Diretto da: Trey Parker e Matt Stone
- Scritto da: Trey Parker e Matt Stone

### Trama
I ragazzi vanno a caccia con Jimbo, zio di Stan, e Ned, amico di guerra di Jimbo. I due veterani di guerra cercano di infondere nei giovani il loro spirito battagliero e la passione per armi e caccia, sparando praticamente a qualsiasi cosa vedano. In realtà, i ragazzi ne escono con le idee molto confuse su a cosa sia bene sparare e a cosa no, tutti eccetto Kenny, che si guadagna la stima di Jimbo e la gelosia dell'amico Stan.
Nel frattempo, un geologo locale scopre che un vulcano sta per eruttare e il sindaco McDaniels coglie l'opportunità di portare South Park in TV.
Durante la battuta di caccia, i ragazzi vengono colti di sorpresa sia dall'eruzione del vulcano, sia da Scannachiappolo, strano mostro che al posto di una gamba ha Ridge Forrester di Beautiful e al posto di una mano ha un sedano, e che in precedenza Cartman aveva tentato di sfruttare per spaventare il gruppo. Il mostro in realtà si rivela benefico, infatti salva la città dall'eruzione (sarà la città di Denver ad esserne investita in pieno), ma viene comunque ucciso da Stan per impressionare lo zio.

## Cartman Palla Di Muscoli
- Titolo originale: Weight Gain 4000
- Diretto da: Trey Parker e Matt Stone
- Scritto da: Trey Parker e Matt Stone

### Trama
Cartman ha vinto un saggio, ma Wendy sospetta qualche imbroglio. Quindi, viene annunciato che sarà Kathie Lee Gifford a consegnare il premio. Cartman non vuole sfigurare quindi decide di aumentare la sua massa utilizzano le pillole Weight Gain. Garrison, intanto, viene spinto da Mr. Cilindro ad uccidere Kathie Lee per via di un torto subito in gioventù. Inizialmente non ne vuole sapere, ma il suo pupazzo alla fine riesce a convincerlo ad eseguire il delitto. A nulla varranno i tentativi di Wendy di dissuadere il maestro, che però non riuscirà a uccidere Kathie Lee, che scappa gettando nello sconforto il sindaco McDaniels. Dopo aver assunto sproporzionatamente le pillole, intanto, Cartman non ha aumentato la propria forza, ma il suo peso: l'episodio si conclude con il telegiornale che manda in onda un servizio su di lui, diventato così grasso da non riuscire più ad uscire di casa.
- Ascolti USA: telespettatori 1000000 – rating/share 18-49 anni[4].

## Un Ricovero Per Cani Gay
- Titolo originale: Big Gay Al's Big Gay Boat Ride
- Diretto da: Trey Parker
- Scritto da: Trey Parker e Matt Stone

### Trama
Quando Stan scopre che il suo cane Sparky è gay, cerca di capire se sia una buona o cattiva cosa. Sparky, non sentendosi accettato dal suo padroncino, sparisce. Proprio Stan è la stella della squadra di football della scuola ed è attesissimo da tutto il paese nell'importante partita con i rivali di Middle Park, tanto che Jimbo e Ned escogitano un modo per sabotarla a favore di South Park, collegando una bomba alla mascotte dei Middle Park che verrà attivata dall'acuto di Tom Garim.
Ma quando Stan scopre che Sparky è scomparso, mette da parte l'imminente match e si mette alla ricerca del suo cane, scoprendo il bizzarro mondo di Gran Gay Al, che gli insegnerà che non c'è nulla di male nell'essere gay.
- Guest star: George Clooney (Sparky)
- Note: l'episodio era noto inizialmente col titolo Gran gay è bello.[5]

## Un elefante fa l'amore con una maiala
- Titolo originale: An Elephant Makes Love to a Pig
- Diretto da: Trey Parker
- Scritto da: Trey Parker, Matt Stone e Dan Sterling

### Trama
I ragazzi cercano di far incrociare l'elefante di Kyle con la maialina di Cartman, per un esperimento di ingegneria genetica. Lo scienziato Alphonse Mephesto, a cui si rivolgono i quattro ragazzi, afferma che i DNA dei due animali siano incompatibili, in realtà sta preparando l'esperimento per il figlio Terrance. Intanto Stan è brutalmente picchiato dalla sorella Shelley.
Il risultato dell'esperimento di Mephesto è un clone deformato e violento di Stan che comincia a devastare la città e che non viene fermato neppure dalla stessa Shelley, ma dal professor Mephesto, che è convinto di non dover interferire sul creato.
Chef comunque induce i ragazzi a far ubriacare i due animali, cosicché questi passino una notte d'amore. Il giorno dopo a scuola vengono alla luce i cuccioli ibridi dei due animali. Uno di questi ha la testa del signor Garrison.

## Eutanasia Per Il Nonno Di Stan
- Titolo originale: Death
- Diretto da: Matt Stone
- Scritto da: Trey Parker e Matt Stone

### Trama
Il nonno di Stan di 102 anni cerca di convincere Stan ad aiutarlo a morire. Intanto, la signora Broflowski guida una protesta di genitori contro il popolare cartone animato di Trombino e Pompadour, dopo aver notato i continui turpiloqui e la volgarità del cartone.
- Note: l'episodio era noto inizialmente col titolo Una questione di vita o di morte.[6]

## Tutti zombie per Kenny
- Titolo originale: Pinkeye
- Diretto da: Trey Parker e Matt Stone
- Scritto da: Trey Parker, Matt Stone e Philip Stark

### Trama
Kenny viene ucciso dalla stazione spaziale Mir e diventa uno zombie. Intanto, Stan, Kyle e Cartman devono trovare un modo per fermare la così creduta "congiuntivite" che sta distruggendo Halloween.

## Donato l'allupato
- Titolo originale: Starvin' Marvin
- Diretto da: Trey Parker
- Scritto da: Trey Parker

### Trama
I ragazzi improvvisano una beneficenza verso i bambini poveri dell'Africa solo per ricevere in regalo un orologio digitale da polso. Per sbaglio, però, invece dell'orologio viene recapitato loro un bambino etiope, che Cartman battezza subito come Donato l'allupato. I ragazzi, tuttavia, accolgono molto calorosamente il piccolo africano, mostrandogli il loro tipico stile di vita americano.
Quando Donato viene cercato per essere rimandato in Etiopia, viene spedito al suo posto Cartman che, completamente affamato, inizia a girovagare nel deserto finché non trova un deposito pieno zeppo di cibo e aiuti.
Intanto, dei tacchini mutanti attaccano la città e il sindaco invia delle unità di alimenti in scatola per la famiglia di Kenny.
- Note: l'episodio è stato trasmesso durante le repliche anche col titolo Fate mangiare i bambini dagli affamati.

## Uno stronzo per amico
- Titolo originale: Mr. Hankey, the Christmas Poo
- Diretto da: Trey Parker e Matt Stone
- Scritto da: Trey Parker

### Trama
A scuola, il signor Garrison dirige una recita natalizia che rappresenta la natività di Gesù. La madre di Kyle, però, interviene negando al figlio di apparire nella recita nei panni di Giuseppe, in quanto ebreo e quindi lontano dai principi del Natale in generale. Non potendo festeggiare un Natale classico come tutti gli altri bambini, Kyle si sente emarginato e si affida ad un suo amico immaginario, Mister Hankey, un escremento parlante con tanto di cappello da Babbo Natale, di cui rappresenta un'alternativa. Queste strane visioni fanno apparire Kyle totalmente pazzo agli occhi di genitori e amichetti.
Intanto, dalla recita natalizia viene tagliata ogni cosa possa risultare offensiva verso ogni singolo abitante di South Park, finendo per eliminare tutti i simboli tipici del Natale dallo spettacolo. Alla fine sarà lo stesso Mister Hankey a risolvere la situazione.

## Damien
- Titolo originale: Damien
- Diretto da: Trey Parker
- Scritto da: Trey Parker e Matt Stone

### Trama
Damien, il figlio di Satana, arriva a South Park, annunciando la battaglia finale tra suo padre e Gesù, un grottesco match di boxe. Cartman ne è molto scontento in quanto il match si terrà il giorno del suo stesso compleanno. Inizialmente non riesce a integrarsi nel gruppo dei quattro protagonisti, e stringe amicizia con Pip, anche lui decisamente emarginato. Però poi riesce a impressionare il gruppo causando disgrazie allo stesso Pip.Quando ai ragazzi inizia a stare simpatico,Damien torna da dove è venuto.
- Guest star: Michael Buffer (se stesso)

## Tom il bello
- Titolo originale: Tom's Rhinoplasty
- Diretto da: Trey Parker
- Scritto da: Trey Parker

### Trama
A South Park sopraggiunge il giorno di San Valentino e Wendy invita l'amico Stan a passare una romantica vacanza in crociera. Il compagno, poco convinto, spiega che un viaggio simile sarebbe costosissimo per la sua famiglia. Il peggio deve ancora arrivare, e quando Wendy si accorge che la loro nuova supplente, l'attraente signorina Ellen (che ha sostituito il signor Garrison, sottopostosi ad un intervento facciale) ha sedotto l'intera classe, incluso lo stesso Stan, va su tutte le furie, promettendo di recuperare l'amore del suo ragazzo.
Nel frattempo, Eric Cartman, Stan, Kyle e Kenny parlano con l'amico Chef della nuova professoressa, il quale, conquistato dalla loro sola descrizione, decide di sedurla nel corso della lezione, dedicandole una strappalacrime canzone d'amore.
Il signor Garrison, recatosi da Tom, un esperto nelle operazioni chirurgiche, riesce intanto, con una semplice rinoplastica, ad ottenere un aspetto fuori dal normale (l'intervento trasformerà il suo volto nel sex symbol David Hasselhoff), che lo renderà ammiratissimo tra le donne di South Park.
In cerca della sua vendetta, Wendy inventerà mille pettegolezzi sul conto della signorina Hellen, spiegando a Stan che la nuova professoressa ha un braccio più corto dell'altro, oltre a raccontargli della sua insana passione per le lesbiche.
Alla fine miss Ellen verra arrestata con l'accusa di tradimento verso l'Iraq (è accusata di omicidio e falsa identità, si chiama “Maqesh Alaq Makaraqesh”), infatti è una criminale in fuga e verra spedita al centro del sole con un razzo.
Successivamente, Kyle scopre che a capo di tutto ciò c'è Wendy che se ne uscirà così: "L'avevo avvertita. Non provare a inculare Wendy Testaburger".
- Guest star: Natasha Henstridge (Miss Ellen)

## Mazinga-Streisand
- Titolo originale: Mecha-Streisand
- Diretto da: Trey Parker
- Scritto da: Trey Parker, Matt Stone e Philip Stark

### Trama
Durante una gita a un sito archeologico, Kyle e Cartman litigano dopo aver trovato uno strano artefatto triangolare. Si scoprirà che è il perduto Triangolo di Zinthar, bramato da Barbra Streisand, che da anni è in possesso del suo gemello, quello di Krewluck: unendoli per formare il Rombo di Pantheos, la Streisand può acquisire grandi poteri. Riesce finalmente a rintracciare i ragazzi e prova a convincerli con le buone a lasciarle il triangolo, ma Cartman non ne vuole sapere. Con un trucco, rapisce i ragazzi e li tortura cantando le sue canzoni, finché Cartman, allo stremo della sopportazione, cede il triangolo.
Trasformatasi in una specie di enorme tirannosauro robot (simile a Mecha Godzilla), la Streisand inizia ad aggirarsi per South Park e a distruggerla. Leonard Maltin e Sidney Poitier si trasformano a loro volta in mostri giapponesi (rispettivamente le parodie di Ultraman e Gamera) per fermarla, ma vengono sconfitti. L'unico in grado di poterla affrontare è Robert Smith dei Cure, e Chef va alla sua ricerca. Ne viene fuori un combattimento tra mostri giganti nel quale la Streisand, dopo la lunga lotta, viene sconfitta e distrutta.
Kyle così getta via i due triangoli, in modo che nessuno acquisisca i poteri della Streisand, ma alla fine della puntata Ike, il fratellino di Kyle, li trova e diventa anche lui enorme.
- Guest star: Robert Smith (se stesso)

## La mamma di Cartman si fa tutti
- Titolo originale: Cartman's Mom Is a Dirty Slut
- Diretto da: Trey Parker
- Scritto da: Trey Parker e David R. Goodman

### Trama
Cartman cerca di trovare chi sia il suo padre, dopo che sua madre gli ha confessato di aver fatto sesso al Drunken Barn Dance con un capo pellerossa di nome Acqua Corrente. Scoprirà ben presto che la mamma, quella sera, si è concessa a moltissimi uomini, anche ai più insospettabili, e l'unica speranza di scoprire il vero padre di Eric è l'esame del DNA. Ma Cartman non può permettersi il costo del test, di ben 3.000 dollari.
Nel frattempo, Stan e Kyle inviano una videocassetta che riprende Cartman mentre gioca con dei pupazzi allo show "I video più stupidi d'America", nella speranza di vincere il primo premio di 10000 dollari.
- Guest star: Jay Leno (Kitty)